# Jan Nepomuk Augustin Vitásek
Jan Nepomuk Matyáš Augustin Vitásek, pokřtěn Jan Matyáš, psal se Wittassek (23. února 1770 Hořín – 7. prosince 1839 v Praze) byl český hudební skladatel, klavírista, sbormistr, varhaník, hudební teoretik a pedagog.

## Život
Jeho otec byl hořínský kantor a muzikant. Byl pátým z deseti dětí a základní hudební vzdělání získal od svého otce. Od dětství se učil hrát na housle a na klavír a od svých deseti let hrál v místním kostele na varhany. Další vzdělání získal v Praze díky podpoře od kněžny Lidmily Lobkoviczové, kde u Františka Xavera Duška studoval hru na klavír a u Jana Koželuha kontrapunkt. U manželů Duškových poznal osobně Wolfganga Amadea Mozarta a stal se jeho nadšeným obdivovatelem a všeobecně uznávaným vynikajícím interpretem jeho děl.
V roce 1789 se stal koncertním mistrem, učitelem hudby a tajemníkem u hraběte Bedřicha Nostice, kde působil až do roku 1814. Po smrti Jana Antonína Koželuha byl jmenován kapelníkem a regenschorim v Chrámu svatého Víta na Pražském hradě. V roce 1824 mu bylo nabídnuto místo kapelníka v Katedrále sv. Štěpána ve Vídni, které však odmítl.
Byl jedním ze zakladatelů Spolku pro pěstování hudby církevní v Čechách a v roce 1830 se stal prvním ředitelem pražské varhanické školy, která zásluhou tohoto spolku vznikla. Kromě varhanické školy vyučoval i soukromě.
Zemřel v Praze 7. prosince 1839 a je pohřben na Malostranském hřbitově. V roce 1858 mu byl na tomto hřbitově postaven pomník od sochaře Josefa Maxe.

## Dílo
Jan Augustin Vitásek byl velmi plodný skladatel, který zasáhl do všech hudebních žánrů té doby. Vycházel zejména z díla Wolfganga Amadea Mozarta, ale i z českých lidových písní a tanců. Jeho skladby jsou přístupné širokému okruhu posluchačů a byly ve své době velmi oblíbené. Zejména jeho chrámová hudba ovládala české kůry až do ceciliánské reformy. Představuje jednoho z posledních reprezentantů českého klasicismu. Úplný soupis jeho díla nebyl dosud proveden. Jen málo z něj vyšlo tiskem, ale jeho skladby jsou v opisech rozšířeny v mnoha archivech.

### Chrámová hudba
- 12 mší
  - Missa solemnis in C (1806)
  - Missa in B
  - Zweite Messe in C
  - Dritte messe in C (po r. 1814)
  - Messe in B
- 7 rekviem
- Te Deum

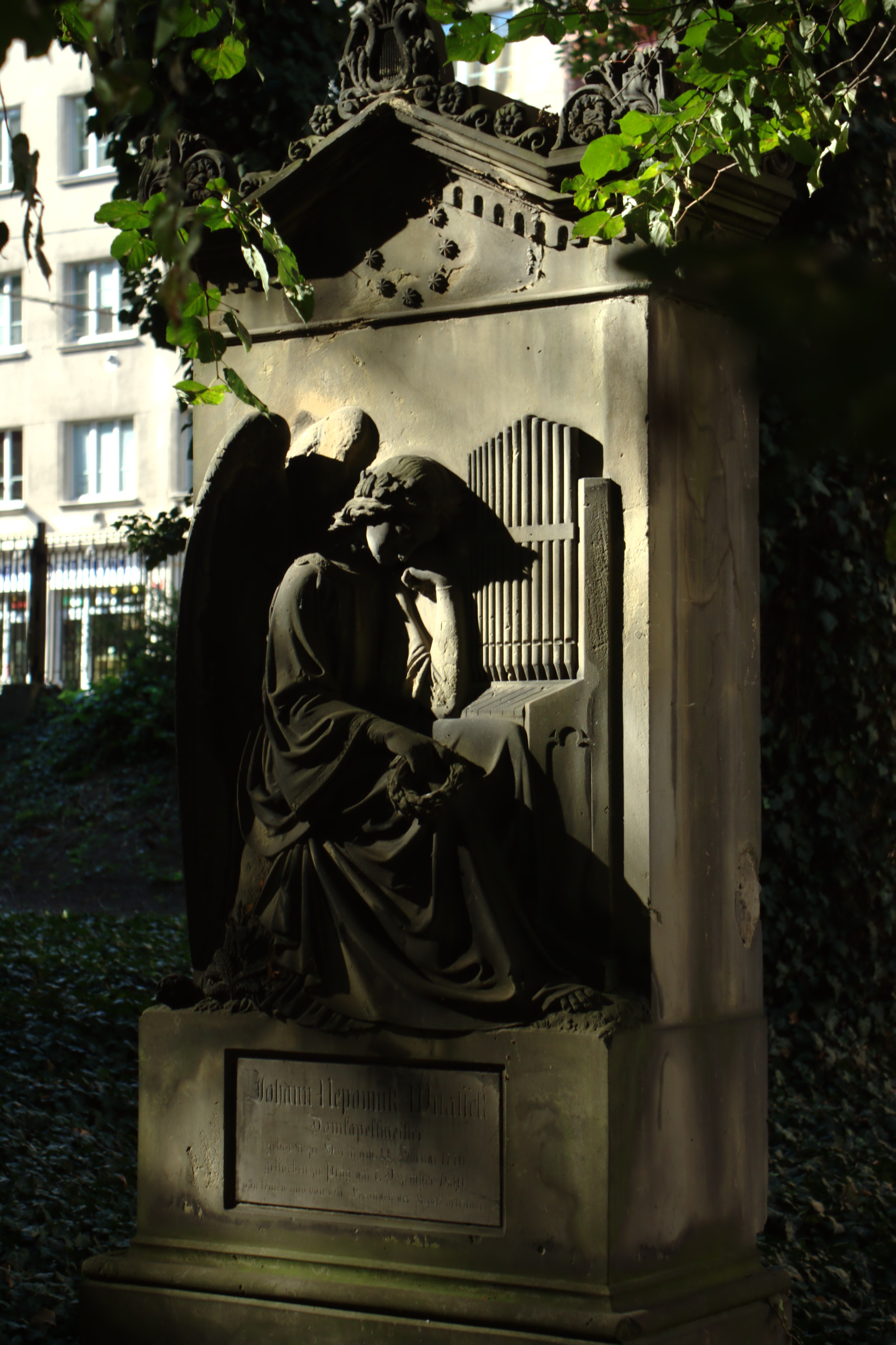
Hrobka J. A. Vitáska na Malostranském hřbitově

- Zdrávas Maria (pro smíšený sbor a varhany)
- Hymnus pastoralis
- David oder Die Befreiung Israel (hudební drama o 4. jednáních, v roce 1810 úspěšně uvedeno v pražském Stavovském divadle)
- mnoho drobnějších skladeb: ofertoria, hymny, graduály i české náboženské písně.

### Orchestrální skladby
- Symfonie C-dur (1806)
- Symfonie Es-dur (dochovala se v úpravě pro smyčcový kvintet)
- Koncert pro fagot a orchestr C-dur
- Koncert pro klavír a orchestr
- Koncert pro harfu a orchestr
- Koncert pro klarinet a orchestr
- Koncert pro basetový roh a orchestr

### Komorní skladby
- 6 sonát pro housle a klavír
- 6 smyčcových kvartetů
- četné skladby pro klavír

Dále je autorem mnoha písní a sborů. Mezi nimi jsou i dva protinapoleonské pochody: Marš každého Čecha ctného (1809) a Vzhůru Češi, pojďme směle. Připisuje se mu i sborový hymnus Sláva vlasti.